# 穆克什·钱德拉卡
穆克什·钱德拉卡（英語：Mukesh Chandrakar；1991年7月4日—2025年1月1日），是印度切蒂斯格尔邦的记者。他因揭露公路建设项目中的腐败而被谋杀。

## 生平
穆克什出生于切蒂斯格尔邦比贾布尔县的巴萨古达。他的父亲在穆克什一岁时去世，母亲是托儿所员工。父亲去世后，他和哥哥尤克什由母亲抚养长大。纳萨尔毛派叛乱导致他家流离失所，他们搬到了比贾布尔的一家政府收容所。2013年，母亲因癌症去世。为了生活，穆克什打过许多零工。穆克什在丹特瓦达完成学业，进入新闻界。
穆克什因对阿迪瓦西人权利和受毛派影响地区的报道而闻名。穆克什曾在Sahara Samay、18电视网集团和新德里电视台等多家新闻频道工作。他拥有一个名为巴斯塔交叉路口（Bastar Junction）的YouTube频道，该频道有十多万订阅者。2021年，穆克什与七名记者一起帮助安全部队与毛派谈判，解救了一名被捕的眼镜蛇部队士兵。
2024年12月25日，穆克什在新德里电视台上发布报道，强调了比贾布尔一条道路的恶劣状况，随后政府展开了调查。穆克什的表弟苏雷什·钱德拉卡是这条道路的承包商。穆克什最后一次露面是在2025年1月1日晚。第二天，他的哥哥尤克什向警方报了失踪人口报告。根据手机追踪，警方于1月3日在苏雷什·钱德拉卡的房产内发现了穆克什的尸体。

## 死后
印度新闻协会和印度编辑协会谴责此事，并敦促切蒂斯格尔邦政府采取措施保护记者。
2025年1月14日，切蒂斯格尔邦首席部长维什努·德奥·赛宣布向遇害记者的家人提供100万印度卢比的援助。
2025年3月18日，在切蒂斯格尔邦比贾布尔县的一家法院，对穆克什·钱德拉卡谋杀案中的四名被告提起了公诉。被告是：苏雷什·钱德拉卡（Suresh Chandrakar）、里特什·钱德拉卡（Ritesh Chandrakar）、迪内什·钱德拉卡（Dinesh Chandrakar）和主管马亨德拉·拉姆特克。

## 参看
- 印度遇害记者名单（英语：List of journalists killed in India）